# 松平頼武
松平 賴武（まつだいら よりたけ、1938年8月17日 - ）は、日本の教育者。高松松平家14代当主。本郷学園理事長、公益社団法人香川県教育会会長、ボーイスカウト日本連盟副理事長、公益財団法人松平公益会会長。ボーイスカウト日本連盟国際コミッショナー、世界スカウト機構アジア太平洋地域連盟スカウト委員を歴任したほか、世界仏教スカウト協会創設に携わった。2010年（平成22年）旭日小綬章受章。

## 経歴
高松松平家の13代当主松平頼明の長男として生まれ、終戦直後、小学2年までの2年間を香川県で過ごした。頼明（のちにボーイスカウト日本連盟理事）がスカウト運動に携わっていたことから三島通陽、久留島秀三郎、古田誠一郎、岩波信平、鳴海重和、村山有、中村知らが家に出入りしており、賴武も自身もスカウトとなる。
東京教育大学附属高校（現・筑波大学附属高等学校）を経て、早稲田大学理工学部を卒業後、東芝に入社する。東芝在職中の1987年、東芝機械ココム違反事件に海外運輸担当者として対応する。1990年に本郷学園理事長となる。
2012年の第25回世界スカウト会議にて、長年のスカウト運動への貢献により松平は世界スカウト機構の授けるブロンズ・ウルフ章の337番目の受章者となった。父である松平頼明も1981年に同章を受章している。2020年には、ボーイスカウト日本連盟からきじ章を授与された。
乗馬・アマチュア無線を趣味とする。